# Kazooie
Kazooie est un personnage de jeu vidéo. C'est un oiseau rouge à bec jaune, inventé par Rareware, accompagnant Banjo dans ses aventures depuis Banjo-Kazooie sur Nintendo 64, en voyageant dans son sac à dos.

## Personnalité
Alors que Banjo est généralement aimable, Kazooie est sarcastique et moqueuse, ne manquant pas d'insulter les autres personnages. C'est un des éléments comiques les plus aboutis de la série, Kazooie ayant toujours la bonne réplique au bon moment pour dédramatiser la situation.

## Note
- Elle devient dissociable de Banjo dans Banjo-Tooie et Banjo Pilot.